# A Springfield Summer Christmas for Christmas
«A Springfield Summer Christmas for Christmas» (titulado «Una navidad de verano en Springfield Para Navidad» en Hispanoamérica y «Un verano navideño en Springfield» en España) es el décimo episodio de la trigésimasegunda temporada de la serie de televisión animada estadounidense Los Simpson, y el episodio 694 en total. Se emitió en los Estados Unidos en Fox el 13 de diciembre de 2020. El episodio fue dirigido por Timothy Bailey y escrito por Jessica Conrad.
El episodio, que parodia las películas navideñas de Hallmark, se centra en Mary Tannenbaum (interpretada por la estrella invitada Ellie Kemper), una ejecutiva de Heartmark que viaja a Springfield para producir una película navideña. Allí acaba enamorándose del director Seymour Skinner. Richard Kind y Chris Parnell también interpretan al director de la película y al prometido cirujano de Mary, respectivamente.

## Trama
La productora de cine Mary Tannenbaum viene a rodar una película navideña a Springfield, a pesar de que no le gustan las películas navideñas. Durante su estancia con los Simpson, Lisa intenta ponerse entre bastidores para rodar un documental sobre la película, Marge intenta hacerse amiga de Mary, Homer intenta ganar dinero con su estancia y Bart se enfada cuando Homer alquila las habitaciones de la familia a Mary y al equipo de rodaje.
En un café, Mary conoce a Seymour Skinner, que más tarde intenta desmontar el atrezzo del plató para montar su Festival anual de la Lechuga y el Tomate. Mary hace un trato con el director, ofreciéndole ayuda para que su festival se celebre a tiempo, si él le ayuda a construir los decorados para la película. Pero cuando Mary por fin está lista para volver a la gran ciudad, recibe una llamada de su jefe diciéndole que no la ascenderán a menos que se quede en Springfield para ayudar a terminar la película. Cuando Homer se entera de que Mary necesita nieve falsa para su película, tritura todo lo que sea blanco en polvo escamoso para vendérselo. Mary se da cuenta de que podría estar enamorándose de Skinner en lugar de su apuesto prometido cirujano.
Poco después, Mary debe utilizar la fiesta de Lechuga y Tomate como decorado de la gran escena final de su película, y Skinner le grita por convertir su proyecto en una fiesta de temática navideña. Al mismo tiempo, Bart intenta recuperar su habitación encendiendo la máquina de nieve falsa y rociando el plató con la nieve falsa de Homer. Mary y Skinner quedan atrapados en una pila de nieve y crean un vínculo hasta que Skinner consigue salir. Sin embargo, cuando Bart revela el documental de Lisa en el que Mary habla mal de Springfield, el pueblo se vuelve contra ella y se niega a ser figurante en la película, y el plató queda destruido por un incendio.
Mary confiesa a Marge que siempre ha odiado las películas navideñas desde que su padre murió en el rodaje de Jingle All the Way cuando ella era una niña. Skinner convence al pueblo para continuar trabajando en la película, para alegría de Mary. Al final, Mary elige a Skinner antes que a su prometido, pero Skinner la convence para que vuelva con él.

## Producción

### Desarrollo
Este es el primer episodio de la serie escrita por Jessica Conrad.

### Reparto
Ellie Kemper apareció en el episodio como Mary Tannenbaum, una productora del canal Heartmark que intenta conseguir una promoción rodando una película navideña en Springfield, y Richard Kind apareció como director de la película que Mary está rodando.

### Mercadotecnia
En 2020, Fox publicó nueve imágenes promocionales del episodio.

## Recepción

### Audiencia
En los Estados Unidos, el episodio fue visto en directo por 3,92 millones de telespectadores.

### Respuesta de la crítica
Tony Sokol de Den of Geek dijo que el episodio era una «magistral parodia de las películas navideñas, la programación con carga demográfica y la propia Navidad». Le dio 4,5/5 estrellas. Jesse Bereta de Bubbleblabber calificó el episodio con un 8,5 sobre 10. Pensó que el episodio era «inteligente y agradable». Destacó el episodio como una meta parodia de una película navideña de Hallmark sobre la realización de dicha película. Pensó que la perspectiva permitía que aparecieran los tropos de ese tipo de películas cuando no podían aparecer en un episodio tradicional de Los Simpson.

### Premios y nominaciones
La guionista Jessica Conrad fue nominada al premio Writers Guild of America de Televisión: Animación por este episodio en la 73ª edición de los premios Writers Guild of America.